# Armia Pacyfiku
Armia Pacyfiku Stanów Zjednoczonych – jednostka wojskowa Stanów Zjednoczonych, podległa Dowództwu Pacyfiku z wyjątkiem jednostek w Korei Południowej. Oddział stacjonuje głównie na Hawajach, Alasce, Oceanie Spokojnym, Japonii, Filipinach i Bangladeszu. Jednostka niesie pomoc humanitarną w takich miejscach jak Haiti, Kuba i Bliski Wschód.

## Skład i struktura korpusu
Armia Pacyfiku, Fort Shafter

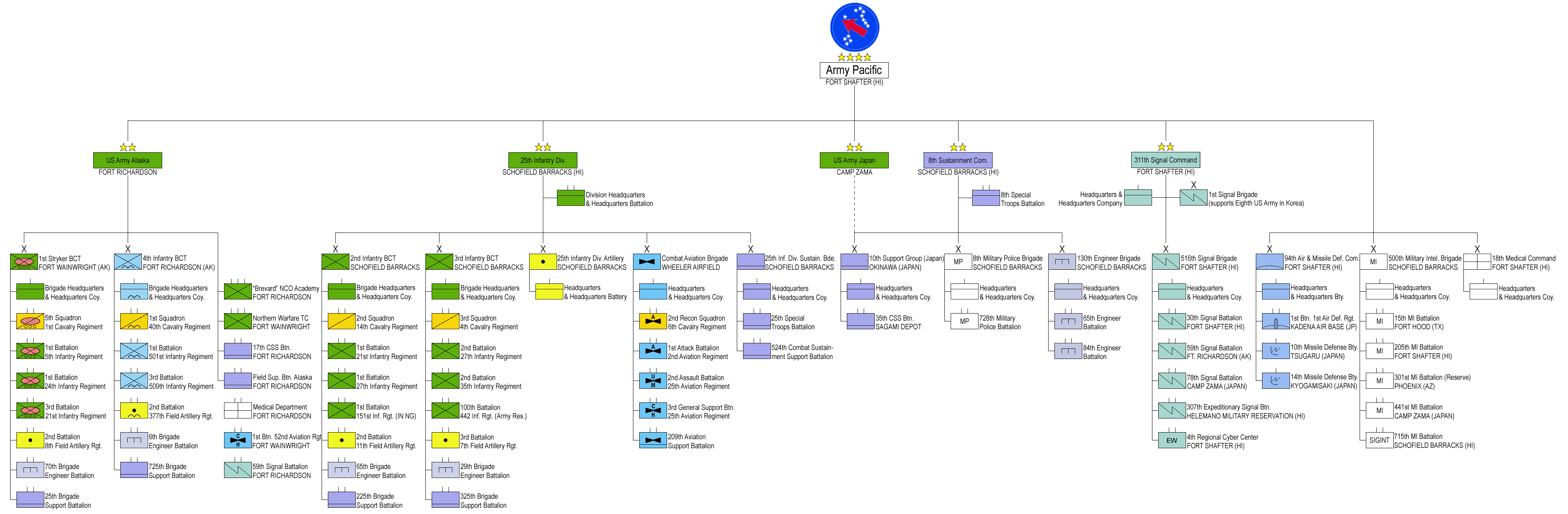
Struktura Armii Pacyfiku.

- 25 Dywizja Piechoty, Schofield Barracks
- Armia Alaski, Fort Richardson
- Armia Stanów Zjednoczonych w Japonii, Camp Zama – Japonia
- 94 Sztab Sił Powietrznych i Obrony Przeciwrakietowej, Fort Shafter
- 8 sztab podtrzymywania, Schofield Barracks
  - 8 Brygada Żandarmerii Wojskowej, Schofield Barracks
  - 10 grupa wsparcia, Okinawa
  - 45 Brygada Podtrzymywania, Schofield Barracks
  - 130 Brygada Inżynieryjna, Schofield Barracks
- 311 Sztab Łączności (Pacyfik)
  - 1 Brygada Łączności (Seul, Korea Płd.) wspierana przez 8 Armię Stanów Zjednoczonych
  - 516 Brygada Łączności (Fort Shafter)
- 18 sztab medyczny, Fort Shafter
- 500 Brygada Wywiadu Wojskowego, Schofield Barracks